# Anna Klink
Anna Klink (Engelskirchen, 22 maart 1995) is een voetbalspeelster uit Duitsland. Ze speelt als doelverdediger voor FC Bayern München in de Bundesliga.

## Clubcarrière
Klink begon met voetballen in een jongensteam van Wahlscheider SV. Aanvankelijk speelde ze als veldspeelster. In 2009 maakte ze de overstap naar de jeugdopleiding van Bayer 04 Leverkusen. In 2011 plaatste ze zich met de B-junioren voor de tussenronde van het Duits kampioenschap. In 2011/12 werd ze vroegtijdig gepromoveerd naar het eerste elftal van Bayer 04 Leverkusen. Op 2 oktober 2011 maakte ze haar debuut in de Bundesliga in een wedstrijd tegen Hamburger SV, nadat eerste keepster Lisa Schmitz een knieblessure had opgelopen. Na het vertrek van diezelfde Schmitz naar 1. FFC Turbine Potsdam, werd Klink vanaf het seizoen 2014/15 eerste keepster van Bayer 04 Leverkusen. Ze speelde in veertien jaar 179 wedstrijden voor de club.
Voorafgaand aan het seizoen 2023/24 maakte Klink de overstap naar het Zwitserse FC Basel. Na twee seizoenen keerde ze terug naar Duitsland, waar ze een tweejarig contract tekende bij regerend landskampioen FC Bayern München.

## Statistieken
| Seizoen | Club              | Land        | Competitie        | Wedstrijden | Doelpunten |
| ------- | ----------------- | ----------- | ----------------- | ----------- | ---------- |
| 2011/12 | 1. FC Köln        | Duitsland   | Bundesliga        | 5           | 0          |
| 2012/13 | 1. FC Köln        | Duitsland   | Bundesliga        | 14          | 0          |
| 2013/14 | 1. FC Köln        | Duitsland   | Bundesliga        | 3           | 0          |
| 2014/15 | 1. FC Köln        | Duitsland   | Bundesliga        | 0           | 0          |
| 2015/16 | 1. FC Köln        | Duitsland   | Bundesliga        | 22          | 0          |
| 2016/17 | 1. FC Köln        | Duitsland   | Bundesliga        | 21          | 0          |
| 2017/18 | 1. FC Köln        | Duitsland   | Tweede Bundesliga | 19          | 0          |
| 2018/19 | 1. FC Köln        | Duitsland   | Bundesliga        | 18          | 0          |
| 2019/20 | 1. FC Köln        | Duitsland   | Bundesliga        | 19          | 0          |
| 2020/21 | 1. FC Köln        | Duitsland   | Bundesliga        | 14          | 0          |
| 2022/23 | 1. FC Köln        | Duitsland   | Bundesliga        | 3           | 0          |
| 2023/24 | FC Basel          | Zwitserland | Super League      | 19          | 0          |
| 2024/25 | FC Basel          | Zwitserland | Super League      | 22          | 0          |
| 2025/26 | FC Bayern München | Duitsland   | Bundesliga        | 0           | 0          |
| Totaal  | Totaal            | Totaal      | Totaal            | 199         | 0          |

Laatste update: 17 juni 2025

## Interlandcarrière
Klink werd in 2014 geselecteerd voor het WK -20 in Canada. Aldaar was ze derde keepster achter Meike Kämper en Merle Frohms.